# Streptocarpus candidus
Streptocarpus candidus är en tvåhjärtbladig växtart som beskrevs av Olive Mary Hilliard. Streptocarpus candidus ingår i släktet Streptocarpus och familjen Gesneriaceae. Inga underarter finns listade i Catalogue of Life.